# 广信区
广信区是中国江西省上饶市所辖的一个市辖区，原上饶县，位于江西省东北部，东与信州区、广丰区隔丰溪河为界，东北为玉山县界，西挨铅山县和横峰县，北临德兴市，南连福建省南平市浦城县、武夷山市。全县南北最长132公里，东西宽45公里，其中城区面积10.9平方公里。區人民政府駐旭日街道吉陽西路1號。

## 历史沿革
古属扬州，春秋战国先后分属吴、越、楚。
秦属九江郡（治所今安徽省淮南市寿春县）。
汉属豫章郡，东汉建安初（196年—204年），吴析余汗县东境建置上饶县，以山郁珍奇、上乘富饶得名。
西晋元康元年（291年）并入葛阳县。
南朝宋年间（420年—479年）复置县，属鄱阳郡。隋开皇九年（589年）复并入葛阳县，十二年（592年）改名弋阳县。县地随弋阳隶鄱阳郡。 
唐武德四年（621年）重置县，隶饶州。七年（624年），再次并入弋阳县。又并入弋阳县。乾元元年（758年）析饶州置信州，析弋阳复置上饶县，隶属信州，为州治所。
宋开宝八年（975年），县属江南路，信州属信州郡，为郡治所。
元至元十四年（1277年），县属江浙行中书省信州路，为路治所。
明洪武三年（1370年），信州路改称广信府，上饶县隶之，为府治。四年，广信府改属江西行中书省，县隶之。
清属广信府，为府治所（今上饶市信州区金龙岗），道光十二年（1841年）改属豫章道。
民国元年（1912年）冬，废府设道，上饶县隶豫章道。民国十五年废道，隶于省直辖。民国二十一年（1932年）江西省分设为十三个行政区，二十四年为八个行政区，三十一年为九个行政区，上饶县均属第六行政区，治上饶。第二次国内革命战争时期（1930—1934年），置上饶县苏维埃政府，隶属闽浙赣省苏维埃政府。江西省第六行政区。
1949年5月3日，中国人民解放军解放上饶，5月14日成立上饶县人民政府，属赣东北行政区；同日析县治广平镇设立上饶市，隶赣东北行政区，9月隶上饶专区。1960年3月撤销上饶县建置并入上饶市，1964年3月恢复县置。1968年4月12日，成立上饶县革命委员会，取代县委、县人民政府一切权力。1980年12月，撤销县革命委员会，恢复县人民政府建制。
2000年10月18日，上饶地区撤地设市，县隶上饶市。
2019年7月，经国务院同意，撤销上饶县，设立上饶市广信区。

## 行政区划
广信区下辖3个街道办事处、11个镇、10个乡：
旭日街道、罗桥街道、兴园街道、田墩镇、上泸镇、华坛山镇、茶亭镇、皂头镇、四十八镇、枫岭头镇、煌固镇、花厅镇、五府山镇、郑坊镇、望仙乡、石人乡、清水乡、石狮乡、湖村乡、尊桥乡、应家乡、黄沙岭乡、铁山乡和董团乡。

## 人口
根據第七次人口普查數據，截至2020年11月1日零時，廣信區常住人口為748265人。

## 交通
- 320国道过境。

## 地理
区境中山、低山、丘陵与河谷平原从南北两端向中部呈阶梯状递降，大致平行于信江对称分布，明显构成南北高、中部低的马鞍状地形。南北均为高大的山脉，北部为怀玉山脉，南部为武夷山脉，中部信江横贯。
中山分布在区境南部和北部，包括五府山、灵山、华坛山等，占全区土地总面积36.2%，海拔1000—1800米，南部最高点五府岗海拔1891.4米。北部最高点灵山天梯峰海拔1496米。灵山山峰切割强烈，瀑布较多。低山主要分布在上泸、四十八、郑家坊一带，占全区总面积13.1%，海拔500—1000米。地形兼有中山与丘陵的特征，地表溶沟、溶槽、石芽多见，有地下溶孔、溶洞和地下河。
丘陵低丘主要分布在区境中部信江两侧，占全区总面积48.8%，海拔100—500米，多为丹霞地貌，有月岩、南岩、七峰岩等洞穴奇观。区内河谷平原呈长条状分布于信江两岸，宽处达4000—5000米，海拔50—70米，占全区总面积1.9%，主要由河漫滩和河流阶地组成，属侵蚀堆积地貌。区境著名山川是灵山，著名河流是信江。

## 风景名胜
北有灵山，南有五府山。七峰岩在“皖南事变”中关押过新四军军长叶挺将军。国家4A级景区灵山大峡谷
北有茗洋关水库，南有大坳水库，下会坑水库。